# あおっぱな
『あおっぱな』は、関ジャニ∞の楽曲。2012年9月5日にインペリアルレコードから22枚目のシングルとして発売された。

## 概要
- 前作『ER』[注 2]から約2か月振りのリリース。
- CDは初回限定盤、通常盤の2形態で発売。
- 表題曲「あおっぱな」は、青くさく、いきがり、赤っ恥をかきながらも、がむしゃらに夢を追いかける青春ソングとなっている[10]。
  - 同曲は、メンバーの丸山隆平が主演するテレビ朝日系金曜ナイトドラマ『ボーイズ・オン・ザ・ラン』の主題歌である[10]。
  - 同曲は、怒髪天の増子直純と上原子友康からの楽曲提供である[9]。
- カップリングの「おんぼろStory」は、2ndシングル『大阪レイニーブルース』のカップリング「Heavenly Psycho」のアンサーソングである[11]。
  - 通常盤のみ収録。
  - 両作の作詞を担当したTAKESHIが自身のブログにて、「8周年にちなんだ歌」の制作を依頼され、同曲を「Heavenly Psycho」のアンサーソングとして制作したことを公表した[11]。
- その他、全形態共通のカップリングとして「花であれ」、通常盤のカップリングとして「8年者」を収録[9]。
- 初回限定盤の特典DVDには、表題曲「あおっぱな」のミュージック・ビデオとメイキング映像を収録[9]。
  - 同MVの監督はPerfumeなどの映像作品を担当している関和亮が担当した。
- 本作の初回限定盤と通常盤を、CDショップの店頭（ECサイト、ネット販売除く）で2種同時購入すると、先着でメンバーの幼少期の写真を掲載した「あおっぱなあるばむ」（32Pブックレット）が配布された[10][12]。
- 2024年1月1日、デビュー20周年を記念し、過去にリリースされた全楽曲が各種音楽ダウンロードサービス、サブスクリプションサービスで配信されることに伴い、表題曲「あおっぱな」がベストアルバム『GR8EST』およびシングル『喝采』の収録曲[注 3]、同年1月24日には同曲がアルバム『JUKE BOX』の収録曲として配信開始され、同年1月31日には本作の全収録曲の配信も開始された[13][14][15]。

### 各形態概要
| 曲名          | 形態 | 形態 |
| 曲名          | 初回 | 通常 |
| ------------- | ---- | ---- |
| 花であれ      | ○    | ○    |
| 8年者         | ×    | ○    |
| おんぼろStory | ×    | ○    |

| 特典内容                        | 形態               |
| ------------------------------- | ------------------ |
| あおっぱなあるばむ（32P）       | 全形態（同時購入） |
| 特典DVD（詳細は#特典DVDを参照） | 初回限定盤         |

## 販売形態
- 発売日：2012年9月5日
  - 初回限定盤（TECI-836：CD+DVD）
  - 通常盤（TECI-837：CD）
- 発売日：2015年7月1日
  - 通常盤：再発売（JACA-5538：CD）
    - 自身の所属レコード会社を『テイチクエンタテインメント』から『INFINITY RECORDS』へ移籍したため、INFINITY RECORDSより再発売。
- 発売日：2019年7月12日
  - 通常盤：十五催ハッピープライス盤（JSNC-1522：CD）
    - 自身の配信アプリ『関ジャニ∞アプリ』対応のため、15%オフでの再発売。
- 発売日：2024年1月31日
  - 配信作品
    - デビュー20周年を記念した音楽ダウンロードサービスおよびサブスクリプションサービスでの配信[13][14][15]。

## チャート成績

### シングルチャート順位
- オリコンチャート
  - 初週208,039枚を売り上げ、2012年9月17日付の「オリコン週間 CDシングルランキング」で週間1位を獲得した[1][2]。
    - 9作連続、通算17作目のシングル1位となった[1]。

  - 累計233,272枚を売り上げ、2012年9月度「オリコン月間 CDシングルランキング」で月間2位を獲得した[3]。
  - 累計239,712枚を売り上げ、2012年度「オリコン年間 CDシングルランキング」で年間27位を獲得した[4]。
- Billboard JAPAN
  - 2012年9月12日公開の「Billboard JAPAN Top Singles Sales」で週間1位を獲得した[6]。
  - 2012年度「Billboard Japan Top Singles Sales Year End」で年間14位を獲得した[7]。

### 各曲チャート順位
- Billboard JAPAN
  - 2012年9月12日公開の「Billboard Japan Hot 100」で表題曲「あおっぱな」が週間1位を獲得した[5]。
  - 2012年度「Billboard Japan Hot 100 Year End」で表題曲「あおっぱな」が年間56位を獲得した[8]。

## 収録曲

### CD
※「8年者」以降、通常盤・配信作品のみ収録。
1. あおっぱな - [3:57]
作詞：増子直純
作曲：上原子友康
編曲：大西省吾
  - テレビ朝日系金曜ナイトドラマ『ボーイズ・オン・ザ・ラン』主題歌[9]
  - 怒髪天の増子直純と上原子友康からの楽曲提供。
  - 楽曲を提供した怒髪天のアルバム『ジャカジャーン!ブンブン!ドンドコ!イェー!』にて、同曲のセルフカバーを収録[16]。
2. 花であれ - [4:08]
作詞・作曲：GAKU
編曲：久米康隆、GAKU
3. 8年者 - [4:54]
作詞・作曲：マシコタツロウ
編曲：釣俊輔
4. おんぼろStory - [3:20]
作詞・作曲：TAKESHI
編曲：久米康隆
  - 2ndシングルカップリング「Heavenly Psycho」アンサーソング[11]
5. あおっぱな (オリジナル・カラオケ)
6. 花であれ (オリジナル・カラオケ)
7. 8年者 (オリジナル・カラオケ)
8. おんぼろStory (オリジナル・カラオケ)

### 特典DVD（初回限定盤）
| #  | タイトル                       | 作詞 | 作曲・編曲 |
| -- | ------------------------------ | ---- | ---------- |
| 1. | 「あおっぱな」(Music Clip)     |      |            |
| 2. | 「あおっぱな」(メイキング映像) |      |            |

## 楽曲提供者
- 怒髪天
  - 増子直純
    - 「あおっぱな」(作詞)

  - 上原子友康
    - 「あおっぱな」(作曲)

## 収録作品

### アルバム
あおっぱな
- 6thアルバム『JUKE BOX』
- 2ndベストアルバム『GR8EST』
- 配信限定アルバム『関ジャニ∞のいろは』

※5人の再録バージョンおよび1ハーフバージョンを収録。
- 配信限定アルバム『関ジャニ∞のいろは2023』

※5人の再録バージョンおよび1ハーフバージョンを収録。

おんぼろStory
- 2ndベストアルバム『GR8EST』（201∞限定盤 特典CD）

※メドレーの1曲として収録。

#### シングル
あおっぱな
- 47thシングル『喝采』(通常盤)

※5人の再録バージョンを収録。

### 映像作品

#### ライブ映像
あおっぱな
- 9thライブDVD/Blu-ray『KANJANI∞ LIVE TOUR!! 8EST 〜みんなの想いはどうなんだい?僕らの想いは無限大!!〜』

※初回限定盤の特典DVDにも収録。
- 10thライブDVD/Blu-ray『KANJANI∞ LIVE TOUR JUKE BOX』
- 11thライブDVD/Blu-ray『十祭』
- 12thライブDVD/Blu-ray『関ジャニズム LIVE TOUR 2014≫2015』
- 渋谷ソロ1stライブDVD/Blu-ray『記憶 〜渋谷すばる/1562』『記憶 〜渋谷すばる/LIVE TOUR 2015』

※渋谷がソロで披露。
- 13thライブDVD/Blu-ray『関ジャニ∞リサイタル お前のハートをつかんだる!!』
- 14thライブDVD/Blu-ray『関ジャニ∞の元気が出るLIVE!!』
- 18thライブDVD/Blu-ray『関ジャニ'sエイターテインメント GR8EST』
- 19thライブDVD/Blu-ray『十五祭』
- 21stライブDVD/Blu-ray『KANJANI∞ STADIUM LIVE 18祭』

※初回限定盤A・Bの特典DVD/Blu-rayにも収録。
- 24thライブBlu-ray/DVD『超DOME TOUR 二十祭』

花であれ
- 19thライブDVD/Blu-ray『十五祭』

#### ミュージック・ビデオ
あおっぱな
- 2ndベストアルバム『GR8EST』（完全限定豪華盤 特典DVD）

## カバー
あおっぱな
- 怒髪天
  - アルバム『ジャカジャーン!ブンブン!ドンドコ!イェー!』（2021年12月8日発売）
  - 配信限定アルバム『風雲!歌謡侍 vol.2』（2025年3月14日配信）